# Bror Pettersson (botaniker)
Bror Pettersson, född 13 september 1895 i Kuopio, död 29 januari 1992 i Borgå, var en finländsk botaniker. 
Pettersson undervisade i biologi och geografi vid olika läroverk och handhade från 1939 vissa uppgifter vid Helsingfors universitets botaniska museum, blev filosofie doktor 1941 och var intendent för nämnda museum 1959–1965. Hans undersökningar berörde bland annat frågan om växternas spridning genom väder och vind och om temperaturens inverkan på rasbildningen hos växterna. Han donerade sitt bibliotek omfattande omkring 10 000 titlar med främst äldre botanisk litteratur till Ostrobothnia Australis i Vasa, som deponerat samlingen i Vasa vetenskapliga bibliotek Tritonia.